# 岡本潤
岡本 潤（おかもと じゅん、1901年7月5日 - 1978年2月16日）は、日本の詩人、脚本家である。本名-保太郎。

## 人物・来歴
1901年（明治34年）7月5日、埼玉県児玉郡本庄町（現在の同県本庄市）に岡本保太郎として生まれる。
1906年（明治39年）ごろ両親が離婚し、母とともに、京都に住む母方の祖父に引き取られる。旧制・深草尋常高等小学校（現在の京都市立深草小学校）に入学するが、4年を終了した時点で本庄に帰る。1年後に京都に戻り、旧制・平安中学校（現在の龍谷大学付属平安中学校・高等学校）に入学した。卒業後上京し、中央大学、東洋大学にそれぞれ入学し、いずれも中途退学した。
大杉栄、クロポトキンらのアナキズムに共鳴、19歳になる1920年（大正9年）、同年に結成された日本社会主義同盟に参加した。このころ詩作を始める。1922年（大正11年）に結婚、1923年（大正12年）、前衛詩運動に参加、壺井繁治、萩原恭次郎、川崎長太郎らと詩誌『赤と黒』を創刊する。
1928年（昭和3年）、第1詩集『夜から朝へ』を刊行、1933年（昭和8年）、第2詩集『罰当りは生きている』を刊行したが、発禁処分・押収となった。1935年（昭和10年）11月、治安維持法違反容疑逮捕、翌年2月に釈放されるまで拘留された。1936年（昭和11年）1月、京都のマキノ正博によるマキノトーキー製作所の陣容が発表になったが、岡本は松山英夫、中川信夫、坂田重則らとともに「企画部」メンバーに名を連ねている。同社理事の笹井末三郎もまたアナキストであった。脚本を書いたが、当時のペンネームは不明である。同社は1937年（昭和12年）4月には解散した。
1940年（昭和15年）、花田清輝らと『文化組織』を創刊、1941年（昭和16年）、第3詩集『夜の機関車』を刊行する。1942年（昭和17年）、大映多摩川撮影所（現在の角川大映スタジオ）に勤務した。
1945年（昭和20年）8月15日、第二次世界大戦が終結、同年12月27日に公開された田中重雄監督の『犯罪者は誰か』の脚本家として、「岡本潤」とクレジットされた。1947年（昭和22年）、アナキズムから共産主義に突然転向した。
しかし1950年（昭和25年）に連合国軍最高司令官総司令部指令によるレッドパージの波が映画界にも及ぶと、岡本も追放者としてリストアップされた。
1978年（昭和53年）2月16日、死去した。満76歳没。墓所は雑司ヶ谷霊園。

## おもなフィルモグラフィ
脚本
- 『犯罪者は誰か』、監督田中重雄、大映東京撮影所、1945年12月27日、浅草・富士館

## ビブリオグラフィ
- 詩集『夜から朝へ』、1928年
- 詩集『襤褸の旗』、1947年
- 『岡本潤全詩集』、1978年

## 註
1. 1 2 3 4 5 6  コトバンクサイト内の記事「岡本潤」の記述を参照。
2. 1 2 3  マキノ雅裕『映画渡世 天の巻 - マキノ雅弘自伝』（平凡社、1977年 / 新装版、2002年 ISBN 4582282016）、初版 p.246、p.280、p.338-374の記述を参照。
3. ↑  世相風俗観察会『増補新版 現代世相風俗史年表 昭和20年（1945）-平成20年（2008）』河出書房新社、2003年11月7日、37頁。ISBN 9784309225043。